# Кайова (округ, Канзас)
Ка́йова (англ. Kiowa County) — округ в штате Канзас, США. Официально образован 26 февраля 1867 года. По состоянию на 2010 год, численность населения составляла 2 553 человека.

## География
По данным Бюро переписи США, общая площадь округа равняется 1 871,588 км2, из которых 1 870,992 км2 суша и 0,230 км2 или 0,030 % это водоёмы.

## Население
По данным переписи населения 2000 года в округе проживает 3 278 жителей в составе 1 365 домашних хозяйств и 924 семей. Плотность населения составляет 2,00 человека на км2. На территории округа насчитывается 1 643 жилых строений, при плотности застройки около 1,00-го строения на км2. Расовый состав населения: белые — 97,19 %, афроамериканцы — 0,21 %, коренные американцы (индейцы) — 0,61 %, азиаты — 0,27 %, гавайцы — 0,00 %, представители других рас — 0,98 %, представители двух или более рас — 0,73 %. Испаноязычные составляли 2,04 % населения независимо от расы.
В составе 27,70 % из общего числа домашних хозяйств проживают дети в возрасте до 18 лет, 59,60 % домашних хозяйств представляют собой супружеские пары проживающие вместе, 5,30 % домашних хозяйств представляют собой одиноких женщин без супруга, 32,30 % домашних хозяйств не имеют отношения к семьям, 30,50 % домашних хозяйств состоят из одного человека, 15,50 % домашних хозяйств состоят из престарелых (65 лет и старше), проживающих в одиночестве. Средний размер домашнего хозяйства составляет 2,32 человека, и средний размер семьи 2,89 человека.
Возрастной состав округа: 24,00 % моложе 18 лет, 8,20 % от 18 до 24, 21,80 % от 25 до 44, 24,60 % от 45 до 64 и 24,60 % от 65 и старше. Средний возраст жителя округа 42 лет. На каждые 100 женщин приходится 96,30 мужчин. На каждые 100 женщин старше 18 лет приходится 95,10 мужчин.
Средний доход на домохозяйство в округе составлял 31 576 USD, на семью — 40 950 USD. Среднестатистический заработок мужчины был 29 063 USD против 20 764 USD для женщины. Доход на душу населения составлял 17 207 USD. Около 7,40 % семей и 10,80 % общего населения находились ниже черты бедности, в том числе — 13,50 % молод`жи (тех, кому ещё не исполнилось 18 лет) и 8,70 % тех, кому было уже больше 65 лет.